# Nathalie Carine Oyono
 (mai 2025).
Motif : Où sont les sources secondaires d'envergure nationale montrant une notoriété pérenne ?
- Archive Wikiwix
- Bing
- Cairn
- DuckDuckGo
- E. Universalis
- Gallica
- Google
- G. Books
- G. News
- G. Scholar
- Persée
- Qwant
- (zh) Baidu
- (ru) Yandex
- (wd) trouver des œuvres sur Wikidata

| 1. | Préciser le motif de la pose du bandeau. | Précisez le motif de la pose du bandeau en utilisant la syntaxe suivante : {{admissibilité à vérifier\|date=juin 2025\|motif=remplacez ce texte par le motif}}                             |
| 2. | Informer les utilisateurs concernés.     | Pensez à avertir le créateur de l'article, par exemple, en insérant le code ci-dessous sur sa page de discussion : {{subst:avertissement admissibilité à vérifier\|Nathalie Carine Oyono}} |

Nathalie Carine Oyono est une romancière et actrice camerounaise. Elle est l'auteure de quatre livres. 

## Biographie
Nathalie Carine Oyono est née à Zoétélé dans le département de Dja-et-Lobo, région du Sud (Cameroun). Elle s'installe ensuite en France.  Après l'obtention de son Baccalauréat littéraire, elle poursuit les études universitaires en lettres modernes ainsi qu'en sciences sociales avant de se former dans le domaine de la santé en tant que délégué pharmaceutique et démarrer une carrière d'auto-entrepreneure. 
Nathalie Carine Oyono fait partie de la lignée de l'écrivain Guillaume Oyono Mbia, auteur de l'ouvrage Trois prétendants, un mari. En 2013, elle fait paraître son premier roman intitulé À cœur ouvert. Dans cet ouvrage, l'auteure raconte la vie d'une jeune fille malgache qui a migré en France et dont le destin reste incertain en raison des obstacles rencontrés. En 2019, elle crée une collection de livres destinée à la jeunesse intitulée "L'Homme noir dans le monde". Cette collection s'ouvre par sa seconde œuvre littéraire L'homme noir et ses réalisations à travers l'histoire. Elle aborde à travers cette œuvre des thèmes tels que l'identité et la culture africaine. Elle publie également deux autres livres dans cette collection: Les Merveilles de l'Afrique et L'homme noir et son physique. Le 19 mars 2023, elle expose son travail au Salon du livre africain de Paris. Elle fait encore une dédicace de ses œuvres lors de l'édition 2025 de ce Salon en qualité d'auteure indépendante. 
Parallèlement à sa carrière littéraire, Nathalie Oyono Carine se démarque par son intérêt pour le cinéma. Elle a participé comme actrice dans le court-métrage intitulé Danse avec moi, en collaboration avec le cinéaste et musicien camerounais Simon Nwambeben.